# Hallstatt (Alta Áustria)
Hallstatt é uma aldeia em Salzkammergut, Alta Áustria, região da Áustria. Está localizada perto do lago Hallstätter See. No censo de 2001 tinha 946 habitantes. Alexander Scheutz é prefeito de Hallstatt desde "2009.
Hallstatt é historicamente conhecida pela sua produção de sal a partir das minas locais.
A localidade deu o seu nome à cultura da Idade do Ferro denominada Cultura de Hallstatt.
Em 1997 foi declarada Património da Humanidade pela UNESCO no conjunto denominado Paisagem Cultural de Hallstatt-Dachstein, Salzkammergut. É uma grande atração turística da Áustria pela paisagem natural e construída.
Em 2011 uma companhia estatal minera chinesa, Minmetals Land, construiu uma cópia desta aldeia na província de Cantão, no sul do país.
É o lugar onde se encontra o Memory of Mankind, uma Cápsula do tempo dentro de uma mina de sal onde está sendo guardado o conhecimento atual. 

## Imagens

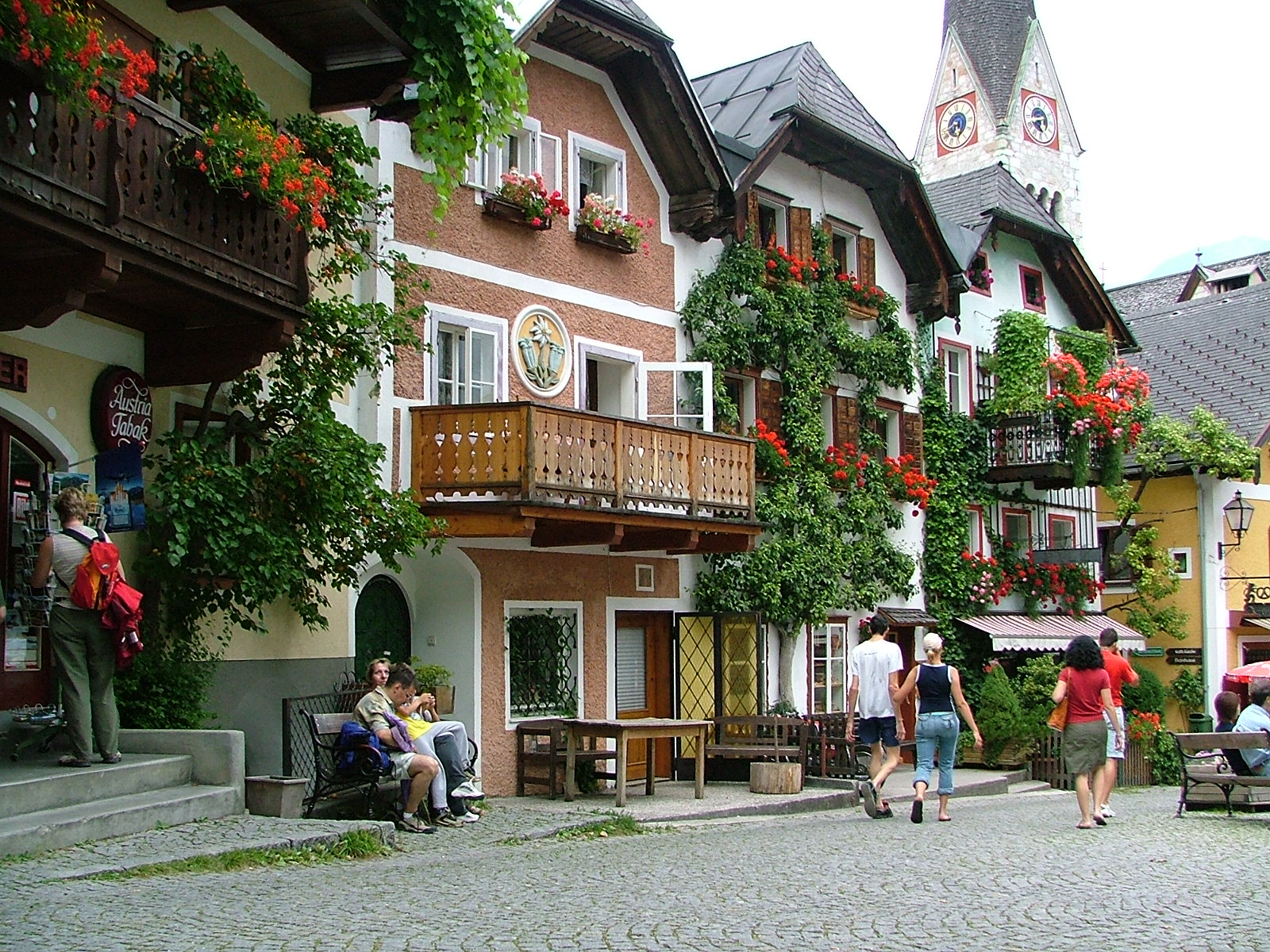
Centro
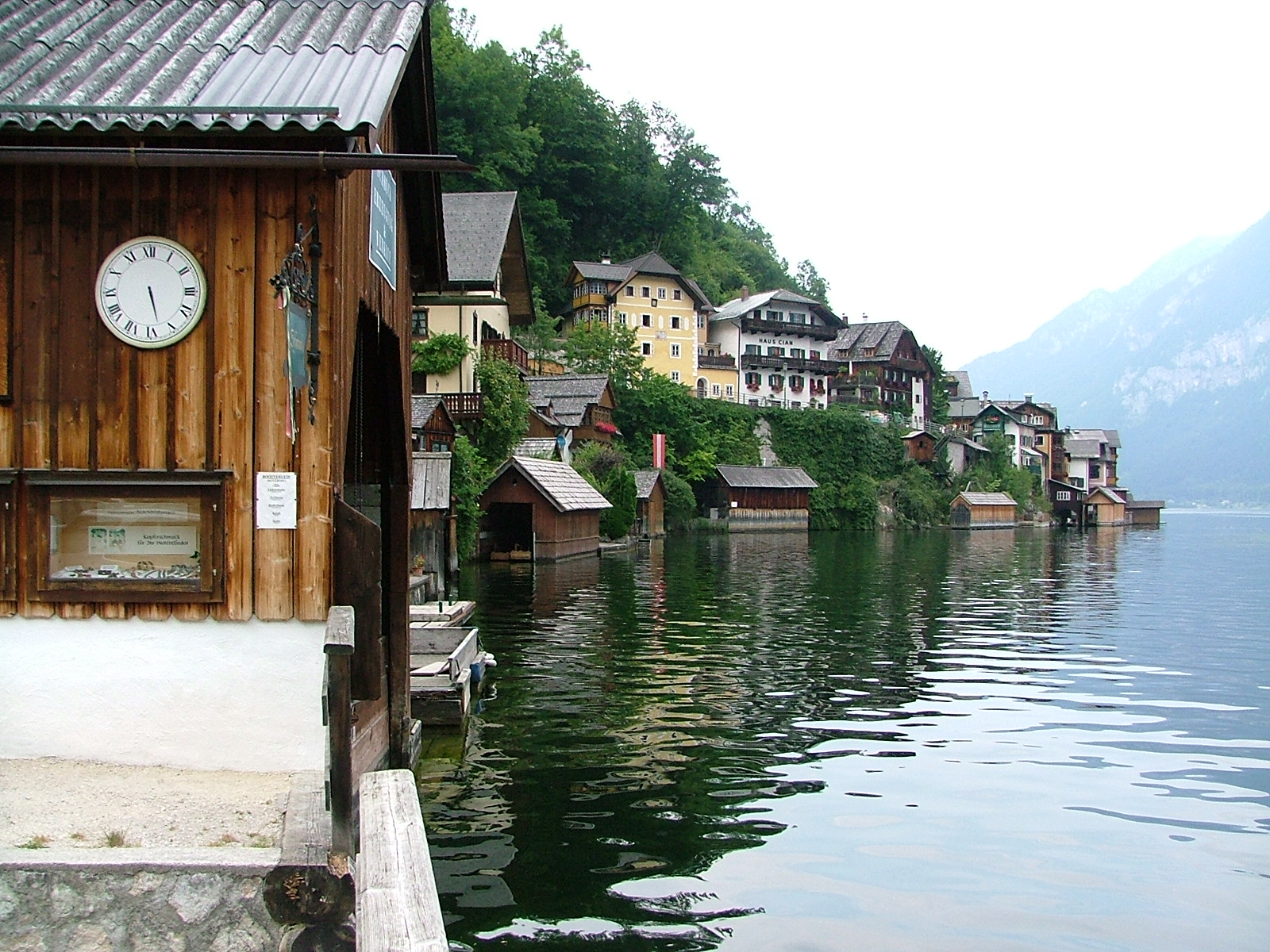
Vista do lago
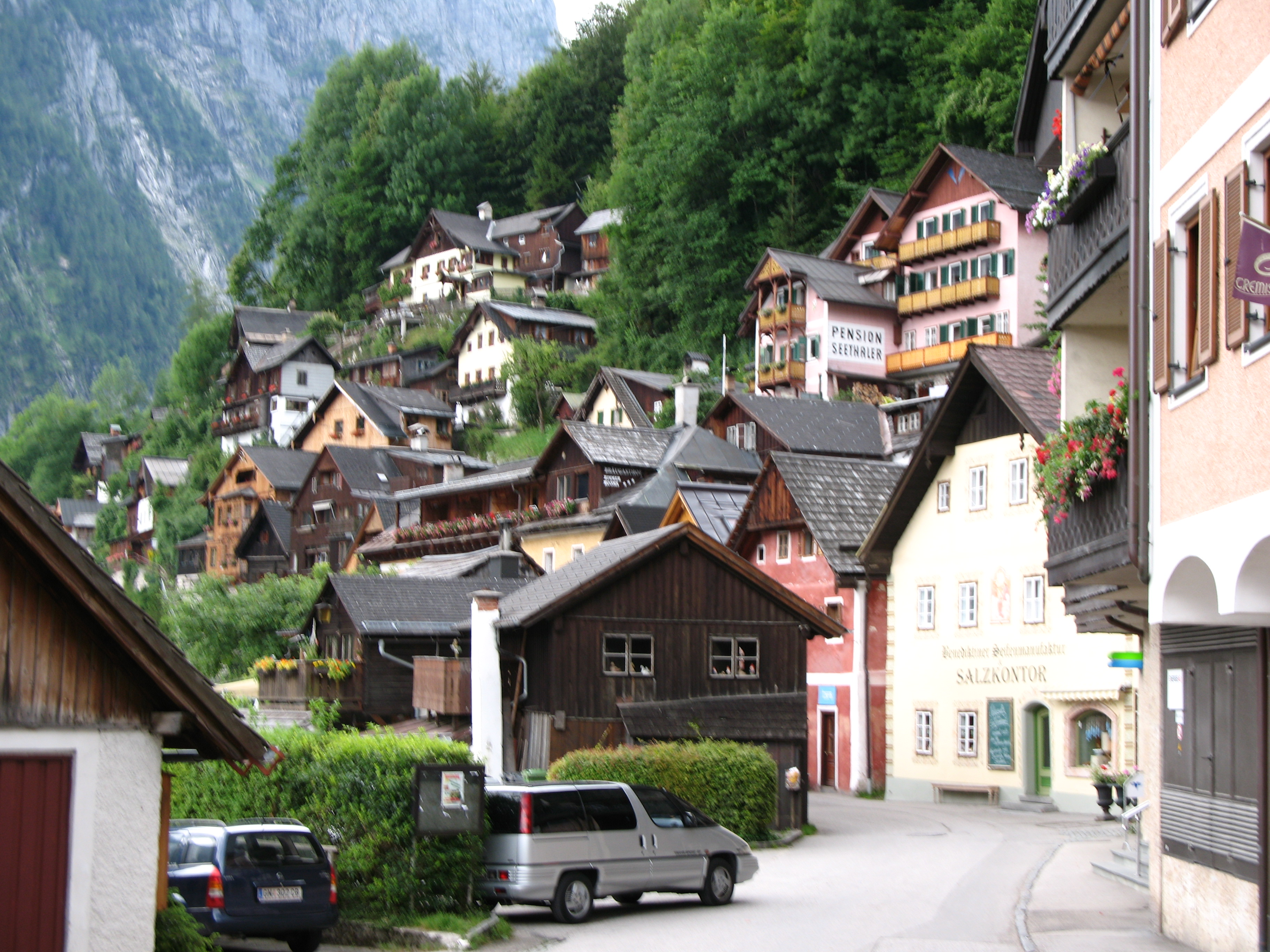
Rua do lago
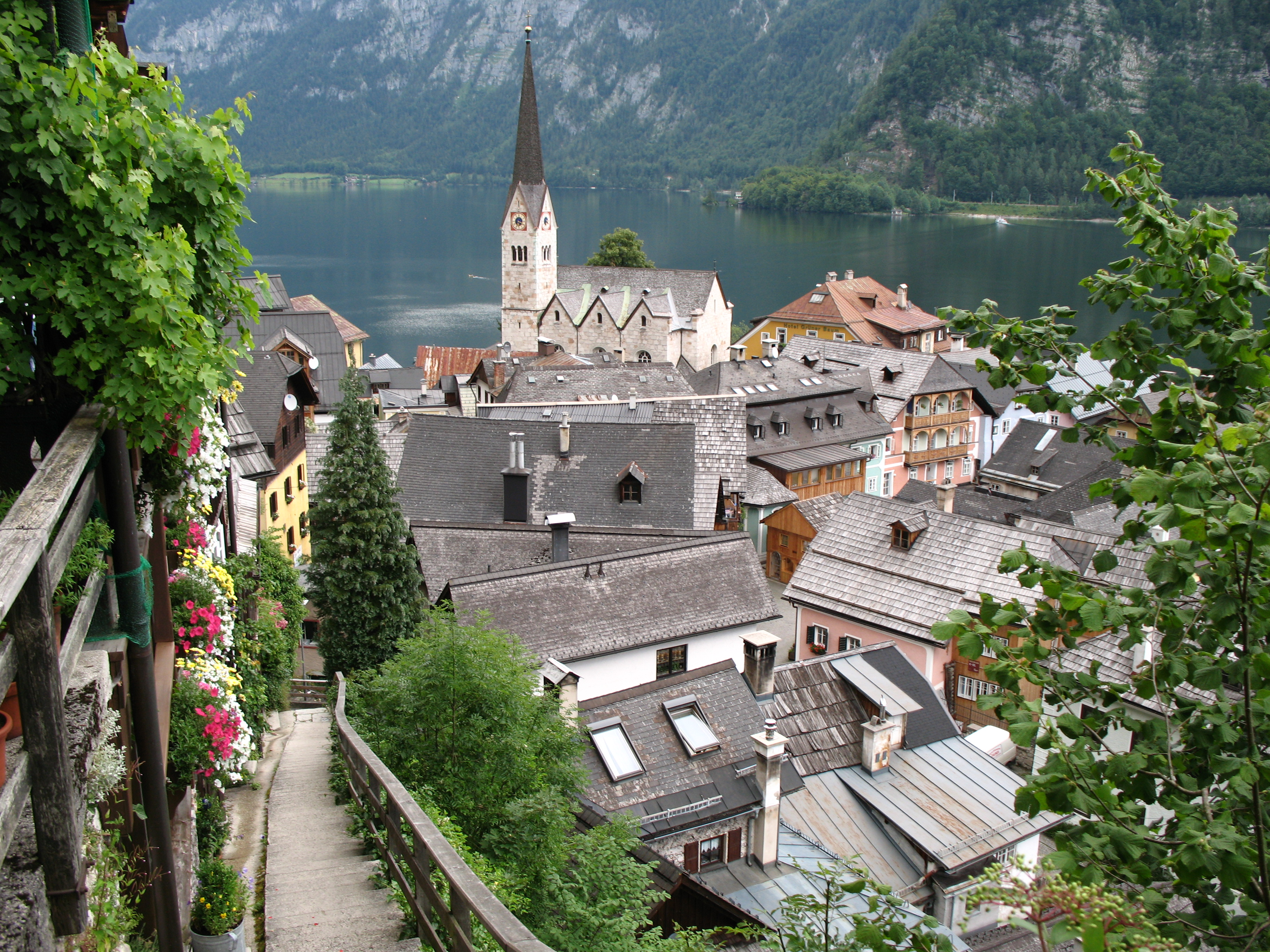
Vista de norte
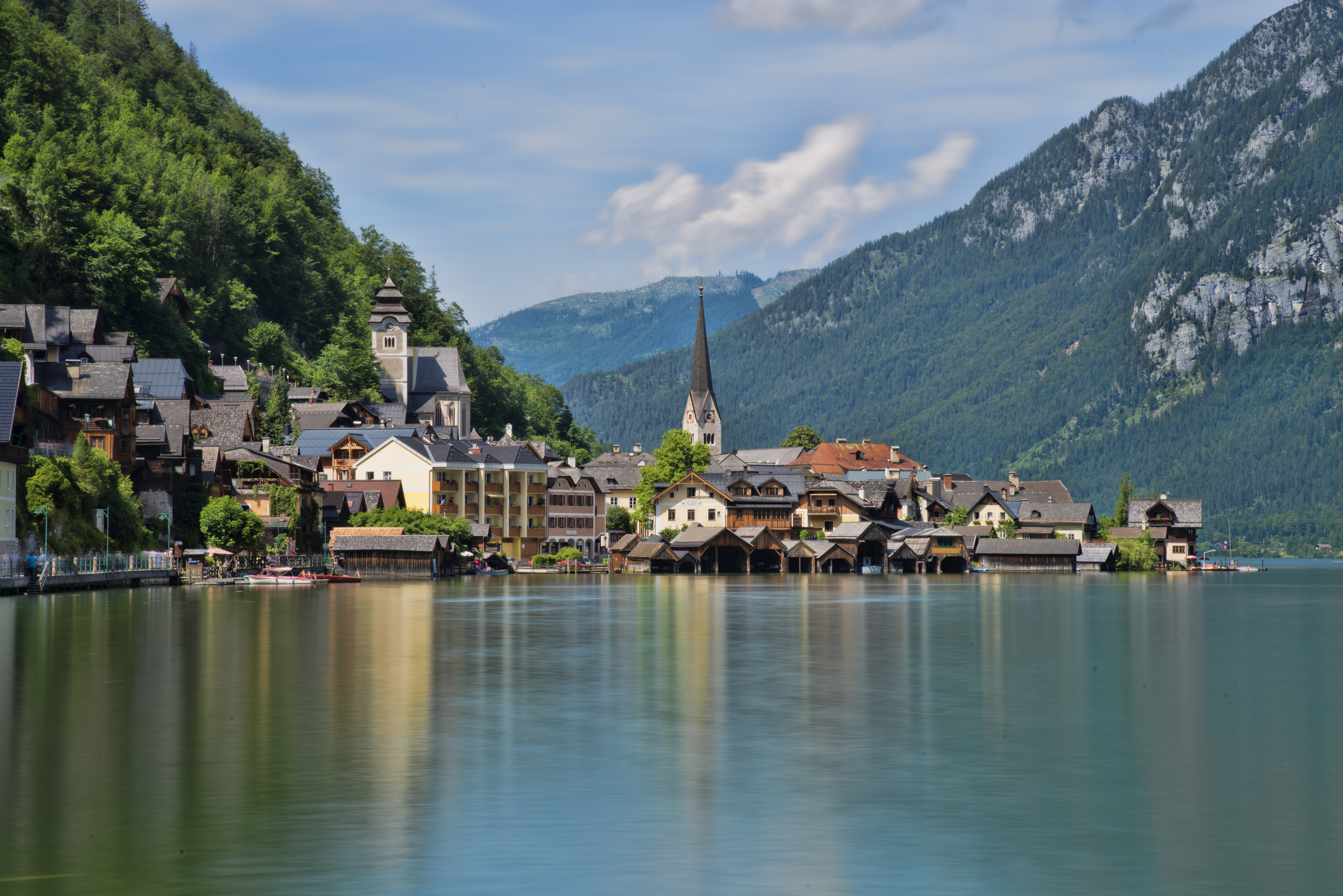
Vista de Hallstatt de sul
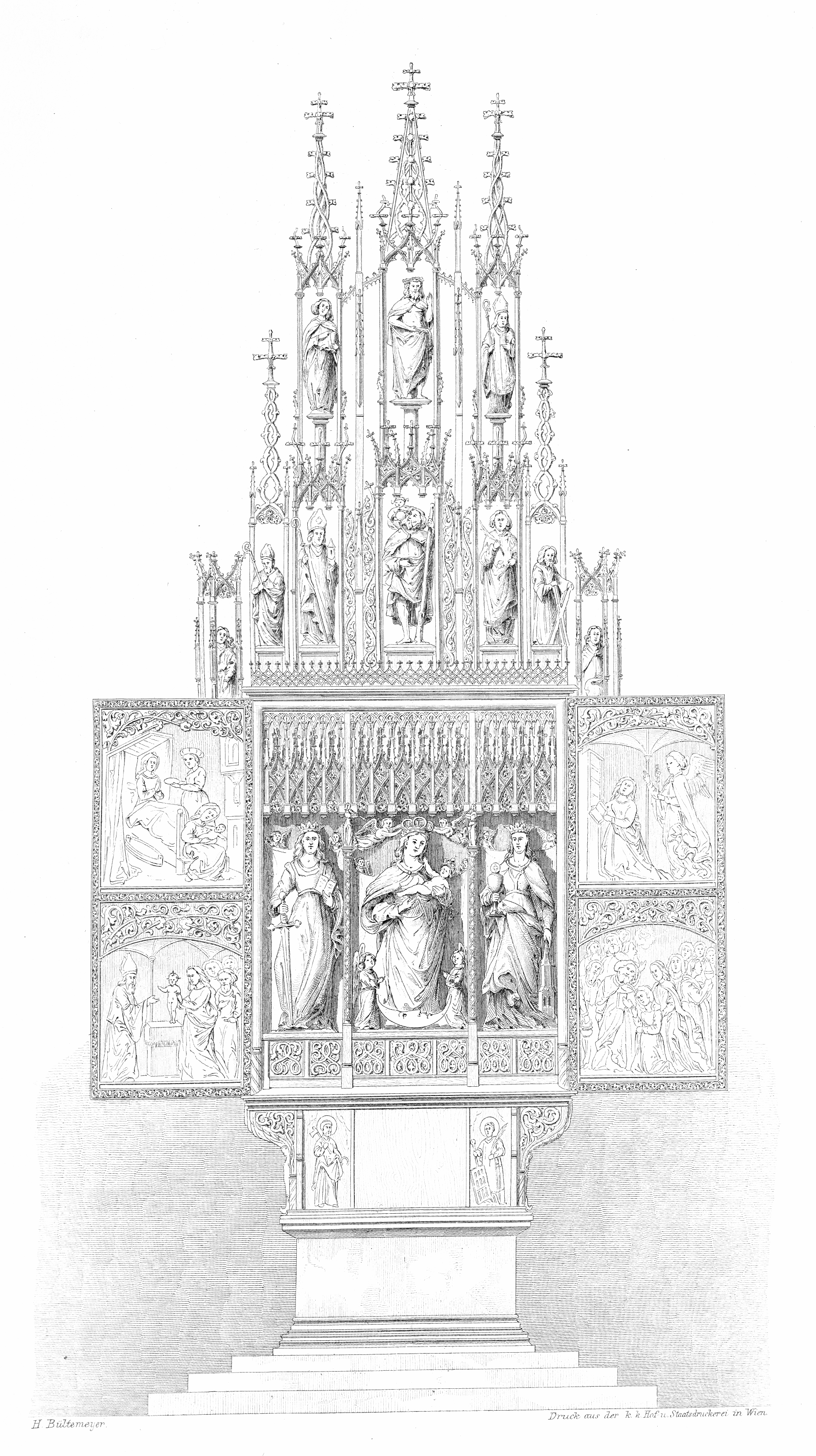
Altar do gótico tardio, 1510, trabalho de restauro em 1858